# Alfredo Coverlizza
Alfredo Coverlizza (Pola, 1901 – Cosenza, 14 novembre 1931) è stato un calciatore italiano, di ruolo difensore.

## Carriera
Dopo aver giocato con il Vicenza ed il Grion Pola in Seconda Divisione, giocò nel Prato nel campionato di Divisione Nazionale 1928-1929, disputando 24 partite.
In seguito militò nell'Imperia Oneglia e nel Cosenza.